# Boris II de Bulgaria
Boris II (en búlgaro: Борис II) fue zar (emperador) de Bulgaria de 969 a 977 (en cautiverio Bizantino desde 971).
Boris II era el hijo mayor del emperador Pedro I y María (rebautizada Irene) Lacapena, una nieta del emperador Romano I Lecapeno de Bizancio. Boris había nacido hacia 931, cuando su madre visitó Constantinopla. 
Nada más se sabe de la vida de Boris hasta 968, cuando fue a Constantinopla para negociar un nuevo acuerdo de paz con el emperador Nicéforo II Focas, y aparentemente para servir como un rehén de honor. Este acuerdo tenía por objeto poner fin al conflicto entre Bulgaria y Bizancio, quien sería capaz de unir fuerzas contra el príncipe Sviatoslav I de Kiev, a quien el emperador bizantino había enfrentado contra los búlgaros. En el 969 una nueva invasión de Kiev derrotó a los búlgaros de nuevo y Pedro abdicó para convertirse en monje. En circunstancias que no son del todo claras, se le permitió a Boris regresar a Bulgaria y sentarse en el trono de su padre. (La crónica bizantina más tarde de Juan Skylitzes confunde esto con un evento más posterior, en la que Boris y su hermano escaparon de Constantinopla después de la rebelión llamada de los Cometopuli en Macedonia.) 
Boris fue incapaz de contener el avance de Kiev, y se vio obligado a aceptar a Sviatoslav como su aliado y convertirse en rey títere, volviéndose en contra de los bizantinos. Una campaña de Kiev en la Tracia bizantina fue derrotada en Arcadiópolis en 970, y el nuevo emperador bizantino Juan I Tzimisces avanzó hacia el norte. A falta de asegurarse la defensa de los pasos en los Balcanes, Sviatoslav permitió a los bizantinos penetrar en Moesia y poner sitio a la capital búlgara de Preslav. Aunque los búlgaros y los rusos se unieron en la defensa de la ciudad, los bizantinos lograron incendiar las estructuras de madera y techos de los arqueros, y tomaron la fortaleza. Boris se convirtió ahora en un cautivo de Juan, que continuó persiguiendo al ejército kievano, asediando a Sviatoslav en Drăstăr (Silistra), mientras que decía que actuaba como aliado de Boris y protector, respetuoso de la monarquía búlgara. Después de que Sviatoslav había llegado a un acuerdo y se dirigió a Kiev, el emperador bizantino volvió a Constantinopla en señal de triunfo. Lejos de liberar a Bulgaria como afirmaba, Juan trajo a Boris y su familia, junto con el contenido del tesoro imperial búlgaro en 971. En una ceremonia pública en Constantinopla, Boris fue ritualmente despojado de su insignia imperial y se le dio el título de la corte bizantina de magistros como compensación. Las tierras búlgaras en Tracia y la baja Mesia ahora se convirtieron en parte del Imperio bizantino y se encontraban bajo los gobernadores bizantinos. 
Aunque la ceremonia en 971 había sido concebida como una resolución simbólica del imperio búlgaro, los bizantinos no pudieron hacer valer su control sobre las provincias occidentales de Bulgaria. Estos permanecieron bajo el dominio de sus propios gobernantes, y especialmente de una familia noble liderado por cuatro hermanos llamados Cometopuli (es decir, "los hijos del conde"), llamados David, Moisés, Aron, y Samuel. El movimiento fue considerado como una "revuelta" por el emperador bizantino, pero aparentemente se veía como una especie de regencia por el cautivo Boris II. Cuando empezaron a invadir territorios vecinos bajo el control bizantino, el gobierno bizantino recurrió a una estratagema destinada a poner en peligro la dirección de esta revuelta. Éste permitió que participaran Boris y su hermano Romano, al dejarles escapar de su cautiverio de honor en la corte bizantina, con la esperanza de que su llegada a Bulgaria pudiera causar una división entre los Cometopuli y otros líderes de Bulgaria. Como Boris y Romano penetraron en la región bajo control búlgaro en 977, Boris desmontó y se adelantó a su hermano. Confundido como un noble bizantino por su atuendo, Boris recibió un disparo en el pecho por una patrulla fronteriza sordo muda. Romano logró identificar a los otros guardias y fue debidamente aceptado como emperador.